# Nässeldjur
Nässeldjur (Cnidaria) är en stam med vattenlevande djur som kännetecknas av att de har nässelceller. Stammen består av cirka 11 000 kända arter och omfattar maneter, hydrozoer och koralldjur, där anemoner ingår. Merparten nässeldjur lever i havet och är enkla djur. De är uppbyggda som ett rör bestående av två vävnadslager, en insida och en utsida, med mun i ena änden omgiven av tentakler.
Nässeldjuren är ensamma om att ha nässelceller, vilka framförallt sitter på tentaklerna och används för att fånga byten och som skydd. I varje nässelcell finns en tagg, fästad vid en spirallindad tråd. På utsidan av cellen finns en sorts avtryckare och när något kommer nära den skjuts taggen ut. Vissa artgrupper har bara hullingförsedda taggar medan andra har nässelceller med giftblåsa.
Nässeldjur lever antingen ensamma eller tillsammans i kolonier, som blåsmaneten och koralldjuren, där de senare kan bilda stora komplexa strukturer.

## Systematik
Nässeldjuren uppkom tidigt i utvecklingen. Det finns ungefär 11 000 olika arter som delas upp i följande klasser:
- Koralldjur (Anthozoa), omfattar cirka 7 500 arter, och omfattar fastsittande arter som havsanemoner, stenkoraller och octocorallia.
- Bägarmaneter (Staurozoa), omfattar cirka 50 arter av fastsittande maneter med en polypliknande stjälk. Tidigare fördes de till klassen maneter.
- Kubmaneter (Cubozoa), omfattar cirka 50 arter och har två utvecklingsstadium, ett fastsittande polypstadium och ett frisimmande medusastadium. Flera mycket giftiga maneter ingår i klassen som havsgeting och irukandji.
- Maneter (Scyphozoa), omfattar cirka 200 arter och har två utvecklingsstadium, ett fastsittande polypstadium och ett frisimmande medusastadium.
- Hydrozoer (Hydrozoa), omfattar cirka 3 500 arter som kan se mycket olika ut. De kan variera från frisimmande manetliknande former, till blåsmaneten och fastsittande växtliknande former som Plumulariidae, Sertularia, Millepora och Stylasteridae. Även den sötvattenlevande maneten Craspedacusta sowerbyi är en hydrozo.

Utöver dessa fem klasser så kan även nässeldjuren omfatta de parasitiska myxozoerna som omfattar över 1000 arter.
Följande kladogram illustrerar gruppen evolutionära släktskap:
|  | Hexacorallia |
|  |              |
|  | Octocorallia |
|  |              |

|  | \| \| Scyphozoa \| \| \| \| \| \| Cubozoa \| \| \| \| |
|  |                                                       |
|  | Hydrozoa                                              |
|  |                                                       |
|  | Scyphozoa                                             |
|  |                                                       |
|  | Cubozoa                                               |
|  |                                                       |

|  | Scyphozoa |
|  |           |
|  | Cubozoa   |
|  |           |

|  | \| \| Scyphozoa \| \| \| \| \| \| Cubozoa \| \| \| \| |
|  |                                                       |
|  | Hydrozoa                                              |
|  |                                                       |
|  | Scyphozoa                                             |
|  |                                                       |
|  | Cubozoa                                               |
|  |                                                       |

|  | Scyphozoa |
|  |           |
|  | Cubozoa   |
|  |           |

|  | \| \| Scyphozoa \| \| \| \| \| \| Cubozoa \| \| \| \| |
|  |                                                       |
|  | Hydrozoa                                              |
|  |                                                       |
|  | Scyphozoa                                             |
|  |                                                       |
|  | Cubozoa                                               |
|  |                                                       |

|  | Scyphozoa |
|  |           |
|  | Cubozoa   |
|  |           |

|  | \| \| Scyphozoa \| \| \| \| \| \| Cubozoa \| \| \| \| |
|  |                                                       |
|  | Hydrozoa                                              |
|  |                                                       |
|  | Scyphozoa                                             |
|  |                                                       |
|  | Cubozoa                                               |
|  |                                                       |

|  | Scyphozoa |
|  |           |
|  | Cubozoa   |
|  |           |

|  | \| \| Scyphozoa \| \| \| \| \| \| Cubozoa \| \| \| \| |
|  |                                                       |
|  | Hydrozoa                                              |
|  |                                                       |
|  | Scyphozoa                                             |
|  |                                                       |
|  | Cubozoa                                               |
|  |                                                       |

|  | Scyphozoa |
|  |           |
|  | Cubozoa   |
|  |           |

|  | \| \| Scyphozoa \| \| \| \| \| \| Cubozoa \| \| \| \| |
|  |                                                       |
|  | Hydrozoa                                              |
|  |                                                       |
|  | Scyphozoa                                             |
|  |                                                       |
|  | Cubozoa                                               |
|  |                                                       |

|  | Scyphozoa |
|  |           |
|  | Cubozoa   |
|  |           |

|  | \| \| Scyphozoa \| \| \| \| \| \| Cubozoa \| \| \| \| |
|  |                                                       |
|  | Hydrozoa                                              |
|  |                                                       |
|  | Scyphozoa                                             |
|  |                                                       |
|  | Cubozoa                                               |
|  |                                                       |

|  | Scyphozoa |
|  |           |
|  | Cubozoa   |
|  |           |

|  | \| \| Scyphozoa \| \| \| \| \| \| Cubozoa \| \| \| \| |
|  |                                                       |
|  | Hydrozoa                                              |
|  |                                                       |
|  | Scyphozoa                                             |
|  |                                                       |
|  | Cubozoa                                               |
|  |                                                       |

|  | Scyphozoa |
|  |           |
|  | Cubozoa   |
|  |           |

|  | Hexacorallia |
|  |              |
|  | Octocorallia |
|  |              |

|  | \| \| Scyphozoa \| \| \| \| \| \| Cubozoa \| \| \| \| |
|  |                                                       |
|  | Hydrozoa                                              |
|  |                                                       |
|  | Scyphozoa                                             |
|  |                                                       |
|  | Cubozoa                                               |
|  |                                                       |

|  | Scyphozoa |
|  |           |
|  | Cubozoa   |
|  |           |

|  | \| \| Scyphozoa \| \| \| \| \| \| Cubozoa \| \| \| \| |
|  |                                                       |
|  | Hydrozoa                                              |
|  |                                                       |
|  | Scyphozoa                                             |
|  |                                                       |
|  | Cubozoa                                               |
|  |                                                       |

|  | Scyphozoa |
|  |           |
|  | Cubozoa   |
|  |           |

|  | \| \| Scyphozoa \| \| \| \| \| \| Cubozoa \| \| \| \| |
|  |                                                       |
|  | Hydrozoa                                              |
|  |                                                       |
|  | Scyphozoa                                             |
|  |                                                       |
|  | Cubozoa                                               |
|  |                                                       |

|  | Scyphozoa |
|  |           |
|  | Cubozoa   |
|  |           |

|  | \| \| Scyphozoa \| \| \| \| \| \| Cubozoa \| \| \| \| |
|  |                                                       |
|  | Hydrozoa                                              |
|  |                                                       |
|  | Scyphozoa                                             |
|  |                                                       |
|  | Cubozoa                                               |
|  |                                                       |

|  | Scyphozoa |
|  |           |
|  | Cubozoa   |
|  |           |

|  | \| \| Scyphozoa \| \| \| \| \| \| Cubozoa \| \| \| \| |
|  |                                                       |
|  | Hydrozoa                                              |
|  |                                                       |
|  | Scyphozoa                                             |
|  |                                                       |
|  | Cubozoa                                               |
|  |                                                       |

|  | Scyphozoa |
|  |           |
|  | Cubozoa   |
|  |           |

|  | \| \| Scyphozoa \| \| \| \| \| \| Cubozoa \| \| \| \| |
|  |                                                       |
|  | Hydrozoa                                              |
|  |                                                       |
|  | Scyphozoa                                             |
|  |                                                       |
|  | Cubozoa                                               |
|  |                                                       |

|  | Scyphozoa |
|  |           |
|  | Cubozoa   |
|  |           |

|  | \| \| Scyphozoa \| \| \| \| \| \| Cubozoa \| \| \| \| |
|  |                                                       |
|  | Hydrozoa                                              |
|  |                                                       |
|  | Scyphozoa                                             |
|  |                                                       |
|  | Cubozoa                                               |
|  |                                                       |

|  | Scyphozoa |
|  |           |
|  | Cubozoa   |
|  |           |

|  | \| \| Scyphozoa \| \| \| \| \| \| Cubozoa \| \| \| \| |
|  |                                                       |
|  | Hydrozoa                                              |
|  |                                                       |
|  | Scyphozoa                                             |
|  |                                                       |
|  | Cubozoa                                               |
|  |                                                       |

|  | Scyphozoa |
|  |           |
|  | Cubozoa   |
|  |           |

## Utseende
Nässeldjur är diploblastiska organismer, uppbyggda av ektoderm och endoderm (yttre och inre epitellager), skilda åt av en mellansubstans som innehåller celler (ibland mesenkymatisk bindväv; mellanskikt eller mesogloea). De är försedda med tentakler. 
Nässeldjur är radiärsymmetriska eller bilateralsymmetriska (polyp- eller medusa-typ), med ektoderm och endodermal epitel, skilda av en mesogloea. Hålrumssystem (gastral- eller tarmhåligheten). Celltyper: epitelmuskelceller, nässelkapslar (nematocyster), nervceller, körtelceller, bindvävsceller.

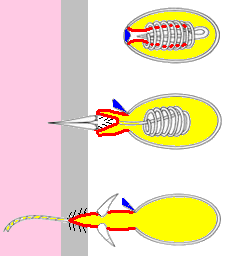
Illustration över hur en nässelcell är uppbyggd och fungerar.

I gruppen nässeldjur ingår djur med mycket skiftande storlek och utseende, från de minsta polyperna till gigantiska brännmaneter med 40 meter långa tentakler. De är enkelt uppbyggda. Kroppsväggen består av två vävnadslager, mellan dem kan det finnas en geléartad massa som mestadels består av vatten. De är medusor eller polyper. Medusor är klockformade och simmar med nedåtriktad mun. Polyper sitter fast på botten och lever stillasittande och riktar munnen uppåt som till exempel koralldjur. Maneter är både medusor och polyper under olika delar av sitt utvecklingsstadium. 
Utmed medusans kant finns åtta små fördjupningar som innehåller balansorganen och enkla ögon.

## Föda
De flesta nässeldjur livnär sig av bytesdjur. De fångar dem med en nässelcell (cnidocyt) som skjuter ut en hullingförsedd tråd. Cellen kan ha en giftblåsa som sprutar gift genom tråden in i bytet för att förlama det. 
Nässelcellerna sitter på munarmar runt munnen och på långa fångsttrådar och kan vid beröring skjuta ut en tråd som är förbunden med en giftblåsa. Giftet antingen bedövar eller dödar bytet. De större nässeldjuren är rovdjur, och fångar stora byten som fiskar och eremitkräftor. Den vanligaste och viktigaste födan är små organismer som flyter omkring i vattnet. 
Förutom att fånga byten används nässelcellerna till försvar. Människor känner oftast inte av nässelcellerna, men några djur som till exempel rödmaneter bränns. De vanliga rödmaneterna är upp till 50 cm i diameter, men den största arten röd brännmanet som lever i Arktis blir ungefär 2,5 meter i diameter. 

## Syretillförsel
Nästan alla celler i magen och på utsidan finns ytligt och nära vattnet. Därför behövs inga speciella organ för andning. Det behövs inte heller något blod för att transportera ämnen inom kroppen. Energi får de genom att förbränna maten. Då förbrukas syrgas och koldioxid bildas. Båda gaserna löser sig i vatten och nässeldjurens celler kan därför ta upp syrgas och bli av med koldioxid direkt till det omgivande vattnet.

## Fortplantning
Maneter förökar sig genom att hanarna sprutar sperma direkt i vattnet som honorna fångar upp med sina munnar. Larverna stannar kvar hos honorna över sommaren, och kan ses som gulaktiga larver runt deras munarmar. Sedan släpps larverna som tar sig ned till bottnen och där växer de fast som polyper. Som små utskott står de sedan på bottnen cirka en halv centimeter stora. På våren skivas toppen av och maneten blir en medusa, det vill säga en frisimmande manet. I denna form lever maneten ett år och dör på hösten.

## Habitat
Nässeldjur finns bara i vattenmiljöer. Några förekommer i sötvatten men de flesta nässeldjur finns i havsvatten. Djuren kan leva ensamma och i kolonier. Korallrev bildas av nässeldjurskolonier och de kan sträcka sig över stora områden på havsbotten.

## Hormonsystem och nervsystem
Nässeldjur har ingen hjärna eller något centralt nervsystem. Istället har de ett decentraliserat nervnät som består av sensoriska nervceller som genererar signaler som svar på olika typer av stimulans, och delvis synapser. Nässeldjur har inget hormonsystem.

## Matspjälkningssystem
Tentaklerna har massor av stickande taggar, så kallade nässelceller (cnidocyter). Dessa används för att trassla in bytena och förgifta dem. Genom matsmältningsenzymer kan matspjälkningen därmed börja. "Lukten" av vätskor från sårade bytesdjur gör att tentaklerna viker inåt och torkar bytet i munnen.

## Blodet och blodomloppet inklusive hjärtat
Encelliga organismer och många små djur så som nässeldjur saknar blodomlopp – transporterna inom kroppen sker helt genom diffusion.Tack vare att nästan alla cellerna finns nära vattnet så behövs inget blodomlopp, cellerna klarar det på egen hand genom att avge koldioxid och uppta syre direkt ur vattnet. Hos maneter och andra nässeldjur pumpas havsvatten ut och in genom munnen och cirkulerar i en mer eller mindre förgrenad gastrovaskulärhåla, som också fungerar som mag–tarmkanal.

## Rörelseapparat
Nässeldjur använder sig av en sorts “strålframdrivning” för att kunna röra sig framåt och bakåt. Man tar hjälp av musklerna, speciellt de man har i kanterna av magen, och trycker ut vattnet vilket gör att man kan röra sig i vattnet. Denna rörelseapparat är dock inte stark nog för att kunna bland annat simma motströms. Dock kan de styra riktningen i strömmen, alltså vart de ska medströms.